# Golunda ellioti
Golunda ellioti је врста глодара из породице мишева (Muridae).

## Распрострањење
Ареал врсте покрива средњи број држава: присутна је у Пакистану, Индији, Ирану, Непалу и Шри Ланци.

## Станиште
Врста Golunda ellioti насељава шуме, планине, травна вегетација, брдовити предели и пустиње.

## Начин живота
Ова врста глдоара прави гнезда.

## Угроженост
Ова врста није угрожена, и наведена је као последња брига јер има широко распрострањење.